# Mușchiul obturator extern
Mușchiul obturator extern (OE) este un mușchi plat si triunghiular, ce acoperă fața externă a peretelui anterior al pelvisului.

## Galerie de imagini

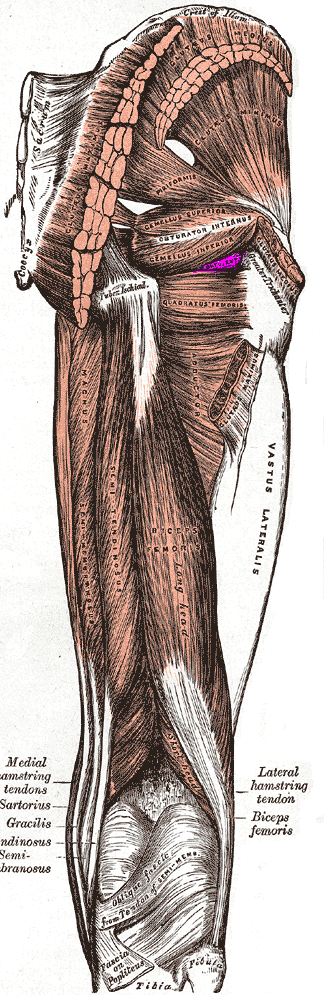
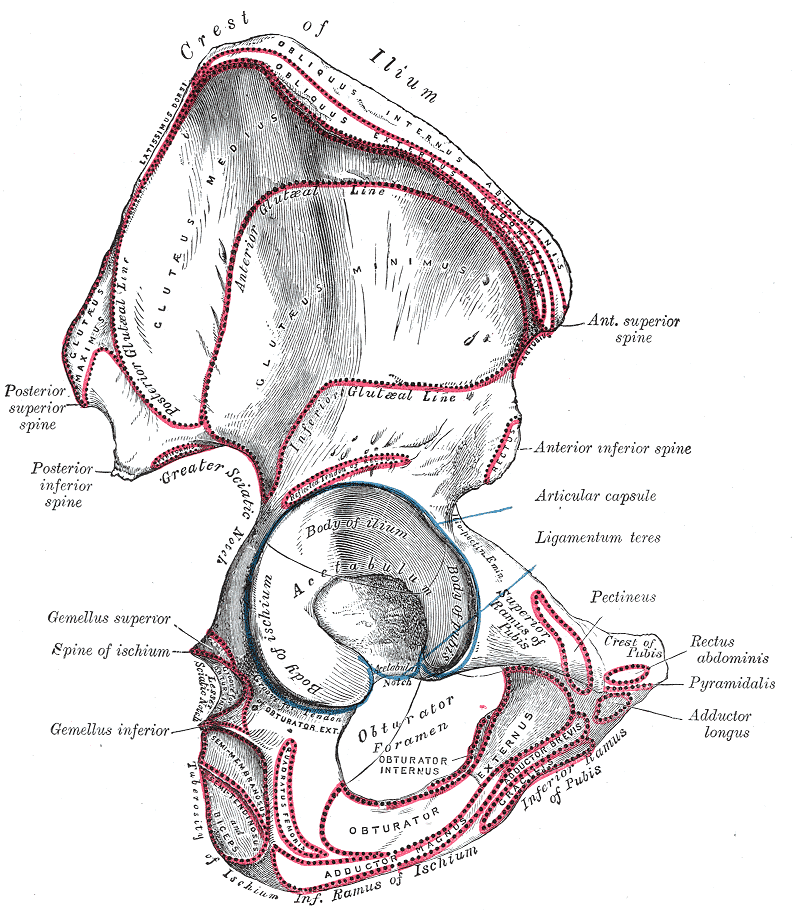
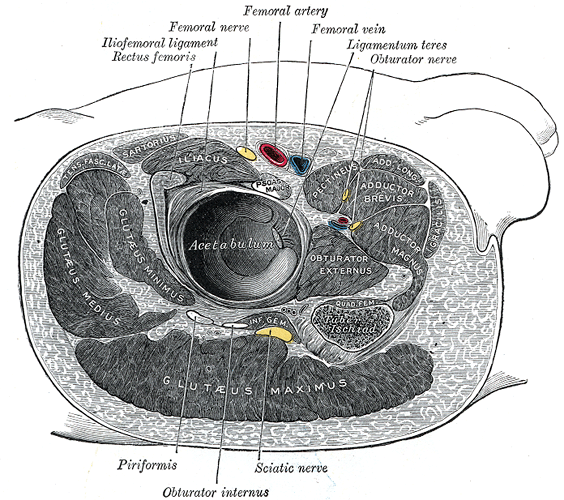
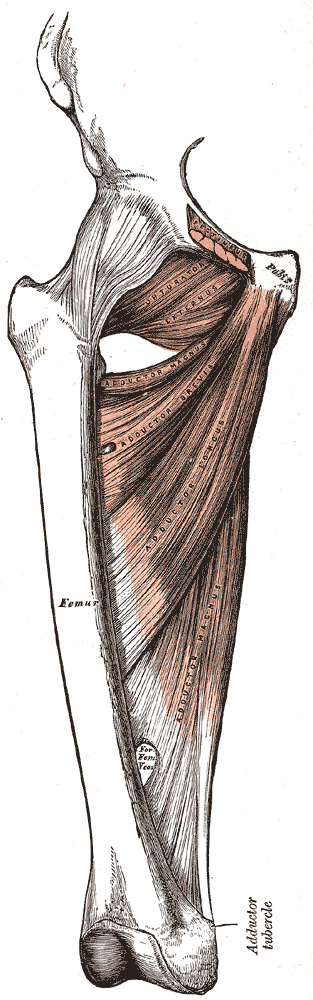
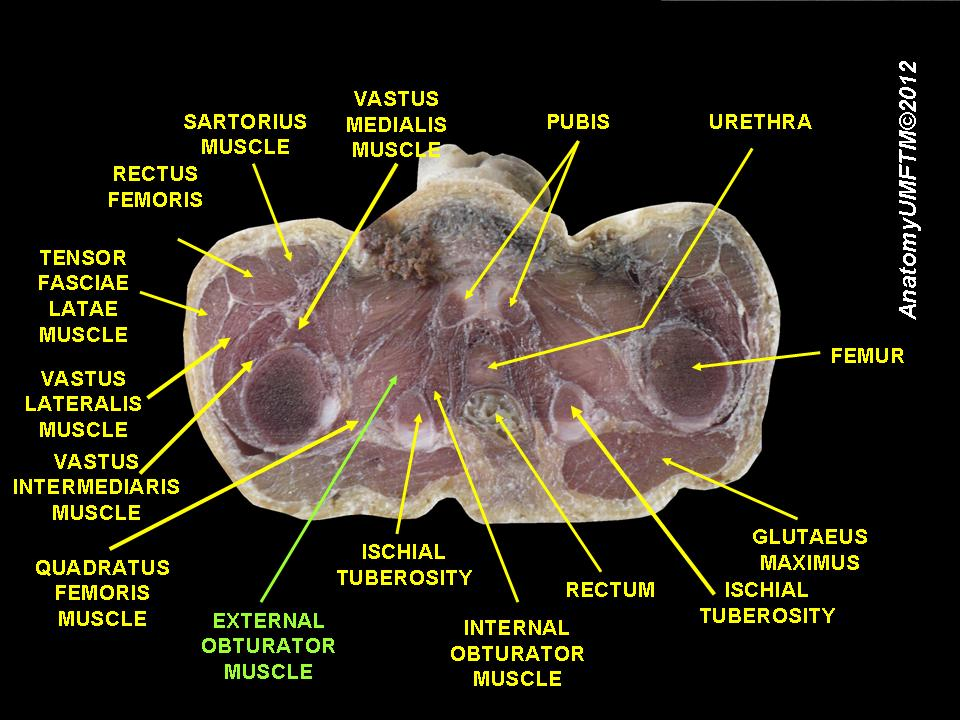
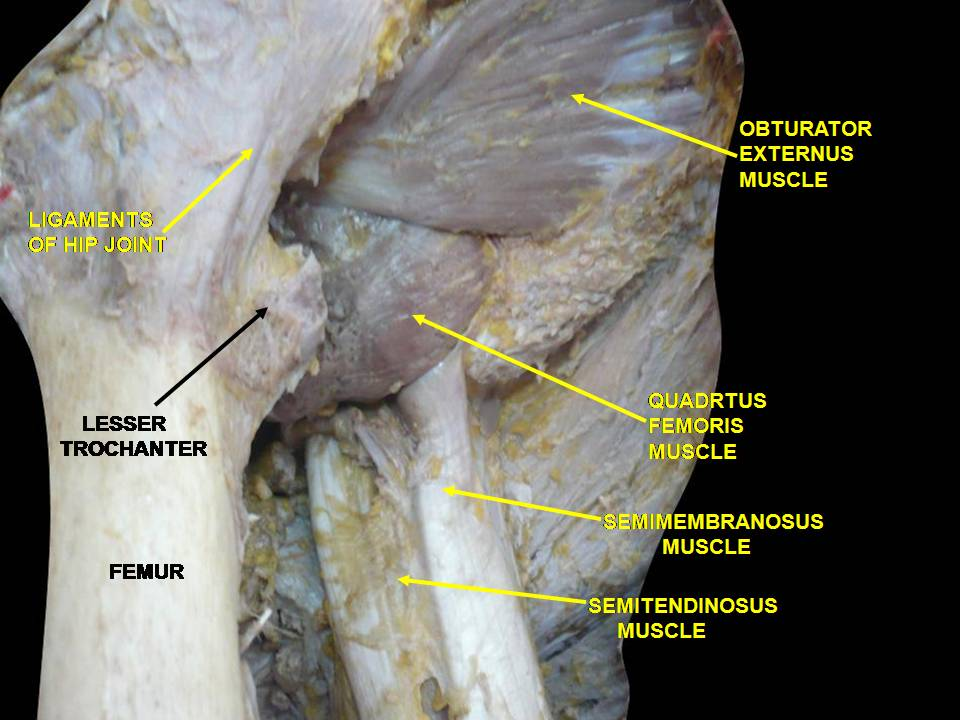

## Origine și inserții
Mușchiul obturator extern emerge de pe fața medială a găurii obturatoare, de pe ramul pubisului și ramul inferior al ischionului precum si de pe cele doua treimi mediale ale suprafeței externe ale membranei obturatoare și de pe arcul tendinos ce completează canalul de trecere al vaselor și nervilor obturatori.